# Hodács Ágoston
Hodács Ágoston (névváltozat Hodács Ágost; Szeged, Csongrád vármegye, 1879. augusztus 5. – Kisiratos, 1951. június 16.) magyar katolikus pap, plébános, műfordító.

## Életútja, munkássága
Teológiai tanulmányokat Temesváron folytatott, 1902. július 2-án szentelték pappá. Stájerlakon, Temesvár belvárosában, Nagybecskereken, Kiszomboron, Fehértemplomban, majd Szeged-Rókuson volt káplán. 1912. október 1-től a kisiratosi parókiára helyezték, először adminisztratív beosztásban dolgozott, majd ő lett ott a plébános. Pappá szentelésétől kezdve termékeny műfordítói tevékenységet folytatott, németből, franciából fordított magyar nyelvre szépirodalmi, szórakoztató irodalmi és egyházi írásokat. Fordításai többnyire Budapesten, a Vajdaságban, Temesváron, Kolozsváron jelentek meg. A Hírnök c. kolozsvári lap könyvsorozatában is jelentek meg munkái. Rengeteg álnevet vagy betűszót használt fordításainak közzétételéhez (Álnevei és betűjelei: Ács Ágost; Ács Gusztáv; Chanadiensis; Csanádi; (h.á.); H.Á.; Hodoegus (Egyh. Közl.); H. Pelbárt Á.; Ignotus; Ignotus II.;).

## Kötetei (válogatás)
- Az amerikai párbaj : társadalmi regény / Grotthuss Erzsébet;[2] ford. Hodács Ágost. Temesvár : Hodács Á., 1906. 212 p.
- Élethazugság és életigazság / Jörgensen János;[3] ford. Hodács Ágost. Fehértemplom : Hepke [Ny.], 1910. 45 p.
- Példabeszédek / Jörgensen János ; ford. Hodács Ágost. Fehértemplom : Hepke Nyomda, 1910. 58 p.
- Az Emberfiáról : Krisztus elbeszélések / Krane Anna;[4] ford. Hodács Ágost. Budapest : Pázmáneum Nyomda, 1911. 124 p.
- János herceg öröksége : : elbeszélés / Champol ; ford. Hodács Ágost. Szeged : Endrényi Ny., 1913. 176 p.[5]
- Az emberfiáról. Krisztus elbeszélések. Írta Anna Krane. Ford. Hodács Á. Kolozsvár, 1927. (A Hírnök Könyvei 2.)